# 本庄城 (武蔵国)
本庄城（ほんじょうじょう）は、埼玉県本庄市（武蔵国児玉郡本庄）にあった戦国時代の日本の城（平山城）。武蔵七党の一角を占める武士団である児玉党を構成する本庄氏によって築かれた。後に本庄藩の居城となる。

## 概要
石垣の城ではなく、畿内の近世城郭のような天守も存在しなかった。本庄宮内少輔実忠が古河公方家を迎え撃つために、弘治2年（1556年）に構築し、元の本拠地であった東本庄館から移動した。ただし書籍などによって築かれた目的は異なり、見解は諸説ある。永禄10年（1567年）に北条軍に攻められ落城させられるも、本庄氏は降伏し、後北条方に服属することで城を回復した。。天正8年（1580年）、実忠の死後に家督を継いだ本庄隼人正近朝が城主となった。天正18年（1590年）に後北条氏傘下として豊臣秀吉と対立し、小田原城へ籠城するも開城に際して自害した。同年5月27日には本庄城も落城しており、鎌倉時代から本庄の地を支配してきた武蔵国の本庄氏は滅亡した。本庄氏による本庄城在城期間は、2代合わせて34年である。

### 範囲と地理
『児玉記考』によると、「本庄氏滅亡の前は大池形をなせる凹地をはさんで左右に城郭を構え」とある。この凹地とは、久城堀である。本庄城は、当初、久城掘りの東側から現在の本庄自動車学校付近までの大規模な範囲にあった。本庄城址は、現在の本庄3丁目5番の城山稲荷神社の周辺（久城堀西側）を指すが、この辺り一帯だけではなかった。本庄城址とされる地域は、段丘崖沿いに堀割り状の凹地が多く、自然の要害地としての立地条件を満たしている土地であった。城の守護神については、椿稲荷明神（つばきのいなり みょうじん）であり、長峯付近にあったとされる。
城の北の崖下には小山川が流れ、東の地は窪んでおり、西の地はまた少し土地が高く、南は宿（城下町）の裏に続く。元の本拠地であった東本庄館より北方に位置し、より国境に近い位置に築かれた。実忠は戦国乱世の中で天寿を全うすることができたが、近朝の代には本庄の地理上、有力な列強大名達の板挟みされる状態となった。

### 城下町が形成されるに至るまで
実忠が本庄城を築いたのは60歳前後の時であった。100年近く本庄氏が本拠地としていた東本庄館を去り、一から城下町を築いていった。『徳川時代之武蔵本庄』（諸井六郎著）によると、弘治2年（1556年）の頃は、まだ城下町として完全には成しておらず、野原中に12の農家の散在と利根川沿岸の花の木・本宿・籠瀬（現在の台町永峯付近）に十数戸の民家が存在したに過ぎなかった、とある。古老の伝えでは、花の木18軒の古百姓は、本庄氏が築城して土着する以前から在住していた者達であったという。弘治・永禄年間の頃（1555年 - 1570年）より、戸谷・諸井・森田・内田・田村などなど、新田氏の遺臣を本庄村に移住させ土着させることにより開墾が進み、本庄氏が没落した天正18年（1590年）の頃には、城下町の大きさは15町50間となり、農家が38軒にまで達した。約2、30年の間に城下町が形成されたことが分かる。

## 近世本庄城（小笠原氏本庄城）
天正18年8月、徳川家康に旧北条領が与えられ、その家臣である信州松尾の小笠原掃部大夫信嶺が9月に本庄一万石を配領した。小笠原氏により本庄城は改築され、信嶺の養嗣子となった信之により、本庄藩が立藩することとなる。この頃の本庄城の城下町は15町50間、農家が38軒あった。しかし慶長17年（1612年）に本庄藩は廃藩となり、本庄城も廃城となった。小笠原氏の城下町としての歴史は22年足らずであった。その後の8年間は旗本四家が分割支配した。残された城下町は整備され、後世、中山道において有数の規模の宿場町となる本庄宿が形成されていくこととなる。

### 範囲について
現在一般的に本庄城址と言えば、こちらの近世の本庄城の方を指す。元禄13年（1700年）の検地帳に三町四反五畝二十九歩あったと記録されており、約34300m2に相当する。これはおよそ東側の台町八坂神社付近から現在の本庄市役所周辺の規模に当たる。南の円心寺は慶長14年（1609年）に小笠原氏が圓心房を呼び、開山させている。また、西方の開善寺は小笠原氏の菩提寺であるから、城に関する領域はもっと広かった可能性もある。

#### 城郭・堀などの位置について
検地帳を参考にすると、本丸の位置については、城山稲荷神社の南西部一体と推定される。現在の本庄市役所との間である。この部分を東西・南にコの字形にめぐる堀が存在した。西の堀は「一の谷」と呼ばれていた。さらに、一の谷の西にも堀が存在し、一つの郭を作っている事が発掘調査で判明している。これが西郭とされる。一方、本丸東の堀より東で八坂神社までは、三方が崖となり、出丸的な施設と推定される。東郭と仮称されている。本丸之内大手東とは、本丸内の大手の東を示し、城山稲荷神社の参道と東掘の間とされる。本丸大手西方は、参道と市役所の間で、面積の上からもほぼ整合する。したがって、城の正面入口の大手門は参道付近にあったとみられる。浄土裏は、南方の円心寺が浄土宗であることから、その裏を示すものと考えられる。現在の墓地と西郭の間の敷地は、検地帳の面積とほぼ合っている。土取場下や土取場南方は、一段低い部分を示すから、東郭の南一帯に当たると考えられる。坂下と坂下北之方は、本丸の北が神社と元小山川の崖であるから、東郭の北一帯を指す。その他にも、堀潟、北久保、橋場、堰場上などの地名が見え、これが小笠原氏本庄城の範囲である。
この小笠原氏本庄城も、石垣ではなく、崖を利用し土塁を築き、板塀と櫓を構えてはいたが天守は無く、本丸にあった館は今日のお寺の本堂のような形であったと見られ、つまり典型的な戦国期関東の城郭形式であったと見られる。正直に言うと、丁度1万石の小大名としては適度なものである。

## 歴史
- 1556年（弘治2年） - 古河公方家を迎え撃つために本庄実忠によって築城されたとされる。ただし築かれた目的は諸説あり、断定はできない。
- 1567年（永禄10年） - 北条軍に攻められ落城。降伏して北条方に服属する。
- 1580年（天正8年） - 本庄実忠が85歳で死去。本庄近朝が城主となる。
- 1590年（天正18年）5月 - 小田原征伐によって小田原城で籠城していた本庄近朝が落城に際して自害。武蔵国の本庄氏は滅亡。5月27日には本庄城も落城。
  - 9月 - 信濃国松尾城の小笠原信嶺が封じられ、本庄藩1万石の藩祖となる。
- 1598年（慶長3年） - 小笠原信嶺が死去。家督を継いだ小笠原信之が城主となり、本庄藩初代藩主となる。
- 1612年（慶長17年） - 小笠原信之が古河藩に加増移封されるにともない、本庄藩が廃藩となり、本庄城も廃城となる。本庄実忠が城を築いてから56年後であった。本庄城の城下町付近には本庄宿が形成されていくこととなる。

## その他
- 研究者の考察として、本庄氏時代の本庄城は軍事的な城の役割の方が強かったが、小笠原氏が築いた本庄城は藩庁として、すなわち行政役所としての役割の方が強かったと見られている。
- どの書籍においても、本庄城の想像図（イメージ図）は、小笠原氏の本庄城の方である。これは、戦後になるまで初期本庄城と近世本庄城を混同視し、本庄氏の本庄城の所在に気付かなかったためとされる。現在でも前期本庄城の所在推定地の説はあるが、確定はしていない。
- 発掘調査の結果では、後期本庄城の堀の幅は20m、深さは10mとある（昭和期の『資料館だより』より引用）。
- 前期本庄城について、東本庄館を移築したとする説もあるが、城下町自体は一から形成されたものである。
- 『児玉記考』等の伝承から家長城（栗崎館）と混同視されがちであった。栗崎館も以前は単に本庄城と記述されていた。これは「庄氏が本庄に城を建てた」とする伝承が複数あったためであるが、研究が進んだ現在、庄氏が建てた城堡と本庄城は区別されている。